# Боби Бланд
Робърт Калвин Бланд (на английски: Robert Calvin Bland) е американски блус певец.
Роден е на 27 януари 1930 година в Роузмарк, Тенеси, в афроамериканско семейство. Отгледан само от майка си, през 1947 година той се премества с нея в Мемфис, където скоро се включва в госпъл групи, а след това в активната блус сцена в града. Първите си записи прави през 1951 година, а от 1957 година придобива широка известност с характерно съчетание на блус с госпъл и ритъм енд блус.
Боби Бланд умира на 23 юни 2013 година в дома си в Джърмантаун.